# Midshipman Easy (film 1935)
Midshipman Easy è un film del 1935 diretto da Carol Reed.

## Produzione
Il film fu prodotto dalla Associated Talking Pictures (ATP).
Venne girato nel Dorset, a Weymouth e agli Ealing Studios di Londra.

## Distribuzione
Distribuito dall'Associated British Film Distributors (ABFD), uscì nelle sale cinematografiche britanniche nel novembre 1935. In Danimarca, dove fu distribuito il 30 agosto 1937, gli fu dato il titolo Søkadet Easy mentre nei Paesi Bassi fu ribattezzato Adelborst Easy. Negli Stati Uniti, ne fu fatta una riedizione nel 1951 intitolata Men of the Sea distribuita dalla Astor Pictures Corporation.